# Flecha (revista)
Flecha fue una revista infantil, publicada desde San Sebastián entre 1937 y 1938, que editaba la Junta Nacional de Prensa y Propaganda de Falange Española y de las JONS.

## Trayectoria
Flecha apareció el 23 de enero de 1937, un mes después de Pelayos a la que claramente imitaba. Se producía también desde San Sebastián, aprovechando que en ella se encontraban los talleres ófset de Nerekán.
Su formato se redujo al poco, acercándose al de Pelayos.
A finales de 1938 ambas revistas se fundieron en una única publicación denominada Flechas y Pelayos.

## Contenido
Flecha tenía una clara intención propagandística, en el sentido de apoyar tanto los valores falangistas como la guerra contra la República. Contaba con personajes como Cubillo, el Flecha Guerrero, el Flecha Edmundo y José Antonio. Entre sus colaboradores, varios de ellos habituales de "Pelayos", destacaron Aróztegui, Castanys, José María Canellas Casals, María Claret, Emilia Cotarelo, Álvaro de Laiglesia, Ojeda y Josep Serra Massana.
| Años | Números | Título                                                  | Guionista           | Dibujante            | Procedencia                             |
| 1937 |         | El Flecha llamado Edmundo vence siempre a todo el mundo |                     | Avelino de Aróztegui | Nueva                                   |
| 1937 |         | Flechorías de Manolo                                    |                     | Avelino de Aróztegui | Nueva                                   |
| 1937 |         | Fu-Manchú o El Dragón Rojo                              |                     | Avelino de Aróztegui | Nueva                                   |
| 1938 |         | El Fantasma Gigante del Mundo Maldito                   | Canellas Casals     | Avelino de Aróztegui | Nueva                                   |
| 1938 |         | El Rancho Pardo                                         | Corda               | Avelino de Aróztegui | Nueva                                   |
| 1938 |         | A la caza del Hombre Anfibio                            |                     | Avelino de Aróztegui | Nueva                                   |
| 1938 |         | Cubillo y Pirracas                                      | Álvaro de Laiglesia | Avelino de Aróztegui | Nueva, pasó a Flechas y Pelayos en 1940 |